# Veľké Revištia
Veľké Revištia est un village de Slovaquie situé dans la région de Košice.

## Histoire
Première mention écrite du village en 1335.

## Démographie

### Évolution de la population
| Année:               | 1994. | 2004.   | 2014.   | 2024.   |
| -------------------- | ----- | ------- | ------- | ------- |
| Nombre de personnes: | 575   | 536     | 522     | 493     |
| Différence:          |       | -6,78 % | -2,61 % | -5,55 % |

| Année:               | 2023. | 2024.   |
| -------------------- | ----- | ------- |
| Nombre de personnes: | 487   | 493     |
| Différence:          |       | +1,23 % |

## Politique
| Nom           | Parti politique      | Date de l'élection | Fin du mandat |
| ------------- | -------------------- | ------------------ | ------------- |
| Martin Hrunka | Candidat indépendant | 02.12.2006         | Déc. 2010     |